# Tagish Lake
Der Tagish Lake ist ein 354,58 km² großer See in der Provinz British Columbia und im Territorium Yukon in Kanada. Der weitverzweigte See befindet sich in den Stammesgebieten der Carcross/Tagish First Nation und der Taku River Tlingit First Nation.

## Namensgebung
Tagish bedeutet so viel wie „Fischreuse“ im alten Tagish-Dialekt von Gwich'in, einer athabaskischen Sprache. 

## Lage
Er erstreckt sich über die Grenze zwischen Yukon und British Columbia. Der See ist über 100 Kilometer lang, rund zwei Kilometer breit und hat mehrere Seitenarme. In einem dieser Seitenarme, das Graham Inlet, fließt der Atlin River in den See. Der Natasaheeni River bildet den Abfluss des Bennett Lake und mündet in den Windy Arm. Der westlich gelegene Tutshi Lake wird über den Tutshi River zum Taku Arm, der den Hauptteil des Tagish Lake bildet, entwässert. Am nördlichen Ende des Tagish Lake südlich von Tagish verlässt der Tagish River den See und fließt zum nahe gelegenen Marsh Lake ab. Der südliche Abschnitt des Klondike Highways sowie die Tagish Road führen am See vorbei. Am Seeufer und am Ausfluss aus dem See befindet sich jeweils ein staatlicher Campingplatz, Conrad Campground  und Tagish Bridge Recreation Site (nur zur Tagesnutzung).
Am 18. Januar 2000 schlug in den Taku Arm ein Meteorit ein, siehe Tagish Lake (Meteorit).

## Seefauna
Die Seepopulation des Amerikanischen Seesaiblings und der Heringsmaräne gelten als „gesund“. Weitere Fischarten sind Arktische Äsche und Coregonus sardinella (least cisco).